# Cochranella duidaeana
"Cochranella" duidaeana
Espèce
Synonymes
- Centrolenella duidaeana Ayarzagüena, 1992

Statut de conservation UICN

 DD  : Données insuffisantes
"Cochranella" duidaeana est une espèce d'amphibiens de la famille des Centrolenidae. Depuis la redéfinition du genre Cochranella, il est évident que C. duidaeana n'appartient pas à ce genre mais aucun autre genre n'a pour l'instant été proposé de manière formelle.

## Répartition
Cette espèce est endémique de l'État d'Amazonas au Venezuela. Elle se rencontre à 2 140 m d'altitude sur le Cerro Duida.

## Étymologie
Son nom d'espèce lui a été donné en référence au lieu de sa découverte, le Cerro Duida.

## Publication originale
- Ayarzagüena, 1992 : Los centrolenidos de la Guayana Venezolana. Publicaciones de la Asociación de Amigos de Doñana, vol. 1, p. 1-46.